# Цюй Юнься
Цюй Юнься — китайская бегунья на средние дистанции, которая специализировалась в беге на 1500 метров. Бронзовая призёрка Олимпийских игр 1992 года с результатом 3.57,08. Бывшая рекордсменка в мире на дистанции 1500 метров — 3.50,46. Чемпионка мира среди юниоров 1990 года. Заняла 6-е место на чемпионате мира по кроссу 1992 года.
Личный рекорд в марафоне 2:24.32.